# Aus tiefer Not schrei ich zu dir, BWV 38
Aus tiefer Not schrei ich zu dir, BWV 38 (Desde lo más profundo, yo clamo a ti) es una cantata de iglesia escrita por Johann Sebastian Bach en Leipzig para el vigesimoprimer domingo después de la Trinidad y estrenada el 19 de octubre de 1724.

## Historia
Bach compuso esta obra durante su segundo año como Thomaskantor en Leipzig para el vigesimoprimer domingo después de la Trinidad, como parte de su segundo ciclo anual de cantatas. La cantata fue interpretada por primera vez el 19 de octubre de 1724. La cantata fue interpretada por primera vez el 19 de octubre de 1724.

## Análisis

### Texto
Las lecturas establecidas para ese día eran de la epístola de Pablo a los efesios, "tomad toda la armadura de Dios" (Efesios 6:10-17), y el evangelio según San Juan, la curación del hijo del noble (Juan 4:46-54).
La cantata se basa en el coral "Aus tiefer Not schrei ich zu dir" de Martín Lutero, una paráfrasis del Salmo 130. El texto del coral no presenta modificaciones en el primer y último movimientos. Un poeta desconocido parafraseó las otras tres estrofas del coral para los movimientos del 2 al 5.

### Instrumentación
La obra está escrita para cuatro solistas vocales (soprano, alto, tenor y bajo) y un coro a cuatro voces; dos oboes, cuatro trombones, dos violines, viola y bajo continuo, que incluye específicamente fagotto, violone, violonchelo y órgano.

### Estructura
Consta de seis movimientos.
1. Coro (Coral): Aus tiefer Not schrei ich zu dir
2. Recitativo (alto): In Jesu Gnade wird allein
3. Aria (tenor): Ich höre mitten in den Leiden
4. Recitativo (soprano): Ach! Dass mein Glaube noch so schwach (chorale theme)
5. Aria (Terzetto; soprano): Wenn meine Trübsal als mit Ketten
6. Coral: Ob bei uns ist der Sünden viel

La fantasía coral inicial combina la estructura de un motete con armonías frigias cromáticas y disonantes. Los trombones doblan las líneas vocales, creando un creating an "calidad de sonido sobrenatural estigia". Aunque las voces más graves se encargan de la presentación melódica inicial, es adoptada por la soprano como cantus firmus. Cada frase aparece en un contrapunto imitativo, una "representación de los gritos de angustia individuales que se unen para formar un clamor humano combinado".
Como en la fantasía, el recitativo para alto es estilísticamente arcaico. Su forma "semi-caótica" puede que refleje el tumulto de la maldad y el pecado. El aria para tenor es expresiva con un motivo rítmico prominente. Se asienta en una textura a cuatro voces entre los oboes y la parte de bajo continuo. El cuarto movimiento, un recitativo para soprano, adopta la melodía del coral como el continuo. El aria para trío emplea un ritornello secuencial descendente basado en el círculo de quintas, que contrasta con las "serpenteantes" líneas vocales. El coral final es llamativo, con una cadencia final "enigmática".

## Discografía selecta
De esta pieza se han realizado una serie de grabaciones entre las que destacan las siguientes.
- 1978 – Bach Cantatas Vol. 5. Karl Richter, Münchener Bach-Chor, Münchener Bach-Orchester (Archiv Produktion)
- 1991 – Deutsche Barock Kantaten (VIII): Aus der Tiefe. Erik Van Nevel, Capella Sancti Michaelis Vocal Ensemble, Ricercar Consort (Ricercar)
- 1980 – Die Bach Kantate Vol. 56. Helmuth Rilling, Gächinger Kantorei, Bach-Collegium Stuttgart (Hänssler)
- 2000 – Bach Edition Vol. 18: Cantatas Vol. 9. Pieter Jan Leusink, Holland Boys Choir, Netherlands Bach Collegium (Brilliant Classics)
- 2000 – Bach Cantatas Vol. 11. John Eliot Gardiner, Monteverdi Choir, English Baroque Soloists (Soli Deo Gloria)
- 2000 – J.S. Bach: Complete Cantatas Vol. 13. Ton Koopman, Amsterdam Baroque Orchestra & Choir (Antoine Marchand)
- 2004 – J.S. Bach: Cantatas Vol. 29. Masaaki Suzuki, Bach Collegium Japan, Concerto Palatino Brass Ensemble (BIS)